# Carles I d'Armanyac
.

Mapa (1477) amb els dominis de la casa d'Armanyac en verd enfosquit: Comtat d'Armanyac i de Rodés (1477); branca de Pardiac-Nemours, amb el comtat de la Marca i el ducat de Nemours

Carles d'Armanyac,, nascut el 1425, mort el 3 de juny de 1497 a Castèlnòu de Montmiralh, a l'edat de 72 anys, va ser comte d'Armanyac de 1473 a 1491, i de comtat de Rodés de 1473 a 1497, i vescomte de Lomanha (1473-1491) i del Fesenzaguet (1451-1497). Fou el fill del comte Joan IV d'Armanyac i de Rodés, i d'Isabel d'Évreux.

## Biografia
A la mort el 1473 del seu germà Joan V, que no deixava fills mascles (el de la seva dona encinta fou assassinat pel rei de França) va esdevenir hereu del seu germà (Armanyac, Fesenzac, Rodés, Lomanha, Auvillars, etc.) i la successió fou consentida per la cort, ja que de moment no tenia fills; efectivament no va tenir successió de la seva dona, Caterina de Foix Candale († 1510), filla de Joan de Foix, comte de Benaugès i de Kendall, vescomte de Castillon i de Meilles, captal de Buch (1410 - † 1485) i de Margaret Kerdeston de La Pole Suffolk (1426-1485.) amb la qual s'havia casat el 26 de novembre de 1468; va tenir un bastard, Pere, que fou legitimat més tard i fou senyor d'Illa Jordà. El 1481 el rei va segrestar els seus dominis però al mancar de successió li va deixar l'usdefruit que va conservar fins al 1491 quan Armanyac, Fesenzac, Lomanha, Auvillars, i altres senyories foren cedits per la corona a Alan d'Albret, conservant el comtat de Rodès i el vescomtat de Fesenzaguet (el seu domini patrimonial cedit pel seu pare el 1451). Va morir sis anys més tard.